# Diplofonia
La diplofonia è un'alterazione del timbro della voce che all'ascolto risulta duplicata. Oltre alla nota di base, sentiremo risuonare uno o più toni aggiuntivi.

## Etimologia
Il termine trova origine nel greco διπλοῦς diplùs che significa "doppio" e da φωνή phōnḕ ovvero "voce".

## Eziologia
Può essere dovuto a un'anomala vibrazione simultanea delle pieghe vestibolari e di quelle laringee, volutamente ricercata per ottenere particolari effetti acustici ed espressivi oppure essere un disturbo della fonazione derivante dalla presenza di polipi o noduli delle corde vocali.

## Musica
La tecnica della diplofonia, (spesso associata erroneamente al canto difonico) è stata introdotta e divulgata al pubblico, nell'ambito della musica contemporanea e nella sua fusione con quella popolare, rock e progressiva, dal cantante e ricercatore musicale greco naturalizzato italiano Demetrio Stratos.
Successivamente l'attore Matteo Belli, negli anni 2000, ha perfezionato questa tecnica, dove di fatto le corde vocali entrano in contatto in modo anomalo, generando l'effetto detto "multifonico". Grazie alla padronanza di questa tecnica, è possibile cantare due note diverse contemporaneamente, oppure recitare delle frasi dando l'impressione che le voci recitanti siano due o più.